# Christine Proust
Christine Proust ist eine französische Mathematik- und Wissenschaftshistorikerin und Keilschriftexpertin, die sich mit Mathematik in Mesopotamien befasst.
Proust erhielt 1992 ihre Agrégation in Mathematik und 1999 ihren DEA in Wissenschaftsgeschichte an der Universität Paris VII (Denis Diderot). Sie wurde dort 2004 bei Christian Houzel in Mathematikgeschichte promoviert. 2010 habilitierte sie sich. Sie ist Forschungsdirektorin des Centre national de la recherche scientifique (CNRS) in der Sphere Gruppe des CNRS und der Universität Paris VII. 2010/11 ist sie am Institut Méditeranéen de Recherches Avancées.
Sie studierte mathematische Keilschrifttexte aus Nippur in Istanbul und Jena aus dem frühen 2. Jahrtausend vor Christus, die sie in zwei Bänden herausgab. Außerdem befasst sie sich mit dem Nachlass von Otto Neugebauer (sie war Mit-Organisatorin eines Kolloquiums über Neugebauer in New York 2010) und veröffentlichte zu Plimpton 322.
Mit Agathe Keller (Expertin für mathematische Sanskrit Texte am Sphere Labor) leitet sie das Projekt Mathematical Sciences in the Ancient World im Bereich Naher Osten, finanziert durch den ERC Advanced Grant von Karine Chemla.
2009 war sie am Institute for Advanced Study und 2009/10 an der New York University.
2012 erhielt sie den Prix Paul Doistau-Émile Blutet de l’Information Scientifique, für 2021 wurde ihr der Kenneth-O.-May-Preis zugesprochen.

## Schriften
- Tablettes mathématiques de Nippur. Band I: Reconstitution du cursus scolaire. Band II: Edition des tablettes conservées à Istanbul. Varia Anatolica 18, IFEA. De Boccard, Istanbul 2007.
- Tablettes mathématiques de la collection Hilprecht. Harrassowitz, Wiesbaden 2008. (unter Mitwirkung von Manfred Krebernik, Joachim Oelsner)
- Mesopotamian metrological lists and tables: Forgotten sources. In: F. Bretelle-Establet (Hrsg.): Looking at it from Asia: the processes that shaped the sources of history of science. Boston Studies in the Philosophy of Science, 2010.
- La multiplication babylonienne: la part non écrite du calcul. In: Revue d’histoire des mathématiques. Band 6, 2000, S. 293–303.
- Quantifier et calculer: usages des nombres à Nippur. In: Revue d’Histoire des Mathématiques. 14, Société Mathématique de France, 2008, S. 143–209 (online).
- Teachers’ writings and students’ writings : school material in Mesopotamia. In: G. Gueudet, B. Pepin, L. Trouche (Hrsg.): From text to ’Lived’ Resources. Mathematical Materials and Teacher Development. Springer Verlag, 2011, ISBN 978-94-007-1965-1, S. 161–180, doi:10.1007/978-94-007-1966-8_9.
- mit John Britton, Steve Shnider: Plimpton 322: a Review and a Different Perspective. In: Archive for History of Exact Sciences. Band 65, 2011, S. 519–566, doi:10.1007/s00407-011-0083-4, JSTOR:41287706.
- Numerical and metrological graphemes: from cuneiform to transliteration. In: Cuneiform Digital Library Journal. 2009 (online).